# Limhamns Brassband
Limhamns Brassband är ett brassband och en musikkår med hemhörighet i Limhamn i Malmö.
Limhamns Brassband är självständigt knutet till Limhamns församling, Svenska kyrkan och har sina rötter i en traditionell blåsorkester från 1918, sedermera Limhamns Kyrkliga Ungdomskrets Musikkår (LKU–orkestern). Under 1950-talet ombildades orkestern stegvis till ett brassband enligt engelsk förebild och började också med enhetliga uniformer framträda som marschorkester med tamburmajor och gjorde sina första utlandskonserter i Tyskland 1957. Utlandsturneerna skulle från 1960-talet komma att bli många, bland annat till England, Skottland, Holland, Frankrike och Österrike, samt i USA i samband med 350-årsjubileet för svensk-kolonin New Sweden. Vid två tillfällen har orkestern deltagit i världens främsta blåsmusik-tävling, World Music Contest (WMC) i Kerkrade i Holland och där vunnit flera guldmedaljer. I några år på 1960-talet framträdde man också i samband med IFK Malmös fotbollsmatcher på Malmö IP. 
På 1970-talet blev orkestern känd under sitt nuvarande namn, bland annat i SVT Malmös TV–program Lördagsträffen och Tonträffen med Lasse Holmqvist som programledare. Under 1990–2000–talen har man bland annat givit konserter i Malmö konserthus med kända artister som Janne Schaffer och Björn J:son Lindh, Kalle Moraeus och Bengan Janson, Triple & Touch och Sanna Nielsen. Man har genom åren även gästats av framstående internationella brassbands–dirigenter som Denis Wright, Eric Ball, Bram Gay och Geoffrey Brand. Orkestern har också gjort skivinspelningar. Huvuddirigent sedan 1996 är Andreas Wetterlund, även verksam vid Malmö Symfoniorkester.
Medlemmar i brassbandet framträder också i mindre ensembler, såsom Limhamns mässingssextett.